# Danh sách chuyến lưu diễn của Jonas Brothers
Dưới đây là danh sách các chuyến lưu diễn của Jonas Brothers.

## Jonas Brothers Fall 2005 Promo Tour
Jonas Brothers Fall 2005 Promo Tour là chuyến lưu diễn đầu tiên của ban nhạc Jonas Brothers nhằm mục đích quảng bá cho album phòng thu đầu tay của ban nhạc, It's About Time. Chuyến lưu diến bắt đầu vào ngày 5 tháng 11 năm 2005, và kết thúc vào ngày 17 tháng 12 năm 2005. Chuyến lưu diễn này cũng trở thành một phần của The Cheetah-licious Christmas Tour, mà trong đó, Jonas Brothers là khách mời mở màn cho cả The Cheetah Girls và Aly & AJ với tổng cộng 10 buổi diễn.

### Lịch trình
| Ngày                 | Thành phố          | Quốc gia | Địa điểm                               |
| Bắc Mỹ               | Bắc Mỹ             | Bắc Mỹ   | Bắc Mỹ                                 |
| -------------------- | ------------------ | -------- | -------------------------------------- |
| 8 tháng 11 năm 2005  | Boston             | Mỹ       | Middle East                            |
| 10 tháng 11 năm 2005 | Philadelphia       | Mỹ       | North Star                             |
| 12 tháng 11 năm 2005 | Bay Shore          | Mỹ       | Boulton Center for Performing Arts     |
| 20 tháng 11 năm 2005 | Montclair          | Mỹ       | Bloomfield Ave. Cafe                   |
| 26 tháng 11 năm 2005 | Hartford           | Mỹ       | Webster Underground                    |
| 27 tháng 11 năm 2005 | Asbury Park        | Mỹ       | The Stone Pony                         |
| 6 tháng 12 năm 2005  | Newark             | Mỹ       | Performing Arts Center (Cheetah Girls) |
| 7 tháng 12 năm 2005  | Syracuse           | Mỹ       | Landmark Theater                       |
| 9 tháng 12 năm 2005  | Albany             | Mỹ       | Palace Theatre                         |
| 10 tháng 12 năm 2005 | Providence         | Mỹ       | Providence Performing Arts Center      |
| 11 tháng 12 năm 2005 | Reading            | Mỹ       | Sovereign Center                       |
| 12 tháng 12 năm 2005 | Toms River         | Mỹ       | Rittaco Center                         |
| 13 tháng 12 năm 2005 | Boston             | Mỹ       | Orpheum Theatre                        |
| 14 tháng 12 năm 2005 | Philadelphia       | Mỹ       | Kimmel Center                          |
| 15 tháng 12 năm 2005 | Wallingford        | Mỹ       | Chevrolet Theatre                      |
| 17 tháng 12 năm 2005 | Thành phố New York | Mỹ       | Nokia Theatre Times Square             |

## Jonas Brothers American Club Tour
Jonas Brothers American Club Tour cũng là một chuyến lưu diễn được tổ chức để quảng bá cho album phòng thu đầu tay của ban nhạc, It's About Time. Phần lớn chuyến lưu diễn này được tổ chức tại các câu lạc bộ, khi mà ban nhạc chưa được biết tới nhiều tại thời điểm đó; cùng với nghệ sĩ trẻ, Jen Marks. Chuyến lưu diễn được bắt đầu vào ngày 28 tháng 1 năm 2006 và kết thúc vào ngày 3 tháng 3 năm 2006. Ban nhạc tham gia tổng cộng 28 buổi diễn.

### Lịch trình
| Ngày                | Thành phố          | Quốc gia | Địa điểm            |
| Bắc Mỹ              | Bắc Mỹ             | Bắc Mỹ   | Bắc Mỹ              |
| ------------------- | ------------------ | -------- | ------------------- |
| 28 tháng 1 năm 2006 | Roseville          | Mỹ       | Underground Cafe    |
| 30 tháng 1 năm 2006 | Seattle            | Mỹ       | Crocodile           |
| 31 tháng 1 năm 2006 | Portland           | Mỹ       | Roseland Grill      |
| 2 tháng 2 năm 2006  | Fort Collins       | Mỹ       | The Starlight       |
| 3 tháng 2 năm 2006  | Denver             | Mỹ       | Rock Island         |
| 4 tháng 2 năm 2006  | Kansas City        | Mỹ       | Uptown Theater      |
| 5 tháng 2 năm 2006  | Columbia           | Mỹ       | Mojo's              |
| 6 tháng 2 năm 2006  | Minneapolis        | Mỹ       | 7th Street Entry    |
| 8 tháng 2 năm 2006  | Chicago            | Mỹ       | Beat Kitchen        |
| 9 tháng 2 năm 2006  | Indianapolis       | Mỹ       | The Emerson Theater |
| 11 tháng 2 năm 2006 | Columbus           | Mỹ       | The Basement        |
| 12 tháng 2 năm 2006 | Buffalo            | Mỹ       | Town Ballroom       |
| 14 tháng 2 năm 2006 | Thành phố New York | Mỹ       | Avalon              |
| 15 tháng 2 năm 2006 | Boston             | Mỹ       | The Palladium       |
| 16 tháng 2 năm 2006 | Providence         | Mỹ       | Living Room         |
| 17 tháng 2 năm 2006 | Hartford           | Mỹ       | Webster Underground |
| 18 tháng 2 năm 2006 | Washington, D.C.   | Mỹ       | 9:30 Club           |
| 20 tháng 2 năm 2006 | Philadelphia       | Mỹ       | North Star          |
| 21 tháng 2 năm 2006 | Wilkes-Barre       | Mỹ       | High School         |
| 23 tháng 2 năm 2006 | Charlotte          | Mỹ       | Tremont             |
| 24 tháng 2 năm 2006 | Norfolk            | Mỹ       | Norva Theatre       |
| 25 tháng 2 năm 2006 | Charleston         | Mỹ       | Music Farm          |
| 27 tháng 2 năm 2006 | Nashville          | Mỹ       | 3rd & Lindsley      |
| 28 tháng 2 năm 2006 | Atlanta            | Mỹ       | Masquerade          |
| 1 tháng 3 năm 2006  | Gainesville        | Mỹ       | Common Grounds      |
| 2 tháng 3 năm 2006  | Tampa              | Mỹ       | State Theatre       |
| 3 tháng 3 năm 2006  | Orlando            | Mỹ       | Back Booth          |

## Marvelous Party Tour
Marvelous Party Tour (hoặc "Prom Tour") là chuyến lưu diễn thứ ba của Jonas Brothers. Đây là một chuyến lưu diễn có chủ đề vũ hội hè thu nhằm quảng bá cho album phòng thu thứ hai của ban nhạc, Jonas Brothers. Các buổi diễn được trang trí với các gian hàng ảnh để tăng thêm tính hiện thực cho chủ đề vũ hội. Marvelous Party Tour bắt đầu vào ngày 25 tháng 6 năm 2007 và kết thúc vào ngày 21 tháng 10 năm 2007, với tổng cộng 46 buổi diễn, trở thành chuyến lưu diễn dài nhất của họ cho tới năm 2007.
1. "Kids of the Future"
2. "Mandy"
3. "Just Friends"
4. "Goodnight And Goodbye"
5. "Hello Beautiful"
6. "Australia"
7. "What I Go to School For"
8. "That's Just The Way We Roll"
9. "Hollywood"
10. "Inseparable"
11. "Still in Love With You"
12. "Hold On"

Kết thúc
1. "SOS"
2. "Year 3000"

### Lịch trình
| Ngày                 | Thành phố          | Quốc gia    | Địa điểm                                          |
| Bắc Mỹ               | Bắc Mỹ             | Bắc Mỹ      | Bắc Mỹ                                            |
| -------------------- | ------------------ | ----------- | ------------------------------------------------- |
| 23 tháng 6 năm 2007  | Winter Haven       | Mỹ          | Cypress Gardens                                   |
| 25 tháng 6 năm 2007  | Lodi               | Mỹ          | Felician College                                  |
| 27 tháng 6 năm 2007  | Nashville          | Mỹ          | Ryman Auditorium                                  |
| 28 tháng 6 năm 2007  | Eureka             | Mỹ          | Six Flags St. Louis                               |
| 29 tháng 6 năm 2007  | Pleasanton         | Mỹ          | Alameda County Fair                               |
| 30 tháng 6 năm 2007  | Del Mar            | Mỹ          | San Diego County Fair                             |
| 2 tháng 7 năm 2007   | Cleveland          | Mỹ          | House of Blues                                    |
| 5 tháng 7 năm 2007   | Jackson            | Mỹ          | Six Flags Great Adventure                         |
| 6 tháng 7 năm 2007   | Cohasset           | Mỹ          | South Shore Music Circus                          |
| 7 tháng 7 năm 2007   | Westbury           | Mỹ          | North Fork Theatre                                |
| 9 tháng 7 năm 2007   | Myrtle Beach       | Mỹ          | House of Blues                                    |
| 11 tháng 7 năm 2007  | Savannah           | Mỹ          | Johnny Mercer Theatre                             |
| 12 tháng 7 năm 2007  | Austell            | Mỹ          | Six Flags Over Georgia                            |
| 13 tháng 7 năm 2007  | Bessemer           | Mỹ          | Alabama Adventure                                 |
| 14 tháng 7 năm 2007  | Baton Rouge        | Mỹ          | Dixie Landin Theme Park                           |
| 15 tháng 7 năm 2007  | Gurnee             | Mỹ          | Six Flags Great America                           |
| 16 tháng 7 năm 2007  | Albuquerque        | Mỹ          | Kiva Auditorium                                   |
| 17 tháng 7 năm 2007  | Tempe              | Mỹ          | Marquee Theatre                                   |
| 19 tháng 7 năm 2007  | Santa Rosa         | Mỹ          | Sonoma County Fair                                |
| 21 tháng 7 năm 2007  | Stillwater         | Mỹ          | Lumberjack Days                                   |
| 22 tháng 7 năm 2007  | Stillwater         | Mỹ          | Radio Disney Parade                               |
| 24 tháng 7 năm 2007  | Tulsa              | Mỹ          | Tulsa Performing Arts Center                      |
| 26 tháng 7 năm 2007  | Corpus Christi     | Mỹ          | Selena Auditorium                                 |
| 28 tháng 7 năm 2007  | Readington         | Mỹ          | Festival of Ballooning                            |
| 29 tháng 7 năm 2007  | Philadelphia       | Mỹ          | Penn's Landing Great Plaza                        |
| 30 tháng 7 năm 2007  | Paso Robles        | Mỹ          | California Mid-State Fair                         |
| 31 tháng 7 năm 2007  | West Hollywood     | Mỹ          | The Roxy Theatre                                  |
| 2 tháng 8 năm 2007   | Mitchellville      | Mỹ          | Six Flags America                                 |
| 3 tháng 8 năm 2007   | Providence         | Mỹ          | Lupo’s                                            |
| 4 tháng 8 năm 2007   | Uncasville         | Mỹ          | Mohegan Sun Arena                                 |
| 5 tháng 8 năm 2007   | Atlantic City      | Mỹ          | Atlantic City Outlets, The Walk                   |
| 6 tháng 8 năm 2007   | Thành phố New York | Mỹ          | Gramercy Theatre                                  |
| 7 tháng 8 năm 2007   | Thành phố New York | Mỹ          | Gramercy Theatre                                  |
| 9 tháng 8 năm 2007   | Agawam             | Mỹ          | Six Flags New England                             |
| 11 tháng 8 năm 2007  | Sparta             | Mỹ          | Kentucky Speedway                                 |
| 13 tháng 8 năm 2007  | Indianapolis       | Mỹ          | Indiana State Fair                                |
| 14 tháng 8 năm 2007  | Greensburg         | Mỹ          | Palace Theater                                    |
| 16 tháng 8 năm 2007  | Poughkeepsie       | Mỹ          | The Chance                                        |
| 17 tháng 8 năm 2007  | Altamont           | Mỹ          | Altamont Fair                                     |
| 19 tháng 8 năm 2007  | San Juan           | Puerto Rico | Centro de Bellas Artes de Santurce, Luis A. Ferré |
| 21 tháng 8 năm 2007  | Orlando            | Mỹ          | House of Blues                                    |
| 23 tháng 8 năm 2007  | Ocean Grove        | Mỹ          | Bash at the Beach                                 |
| 1 tháng 9 năm 2007   | Valdosta           | Mỹ          | Wild Adventures                                   |
| 23 tháng 9 năm 2007  | Puyallup           | Mỹ          | Puyallup Fair                                     |
| 7 tháng 10 năm 2007  | Mechanicsville     | Mỹ          | Virginia State Fair                               |
| 8 tháng 10 năm 2007  | Dallas             | Mỹ          | State Fair of Texas                               |
| 9 tháng 10 năm 2007  | Perris             | Mỹ          | Southern California Fair                          |
| 14 tháng 10 năm 2007 | Perry              | Mỹ          | Georgia National Fair                             |
| 15 tháng 10 năm 2007 | Columbia           | Mỹ          | South Carolina State Fair                         |

## Best of Both Worlds Tour
Jonas Brothers là ban nhạc mở màn cho chuyến lưu diễn Best Of Both Worlds Tour của Miley Cyrus. Chuyến lưu diễn bắt đầu vào ngày 18 tháng 10 năm 2007 và kết thúc vào ngày 9 tháng 1 năm 2008.

## When You Look Me in the Eyes Tour
When You Look Me in the Eyes Tour là chuyến lưu diễn thứ tư của ba anh em Jonas Brothers.

## The Best Damn Tour
Jonas Brothers là ban nhạc mở màn cho chuyến lưu diễn The Best Damn World Tour của Avril Lavigne

## Burnin' Up Tour
Burnin' Up Tour là chuyến lưu diễn thứ năm của ban nhạc Jonas Brothers. Đây là chuyến lưu diễn quảng bá cho album phòng thu thứ ba của họ, A Little Bit Longer. Ngoài ra chuyến lưu diễn cũng nhằm quảng bá cho bộ phim Camp Rock của Disney Channel, mà trong đó ba anh em Jonas Brothers là một trong số nhưng nhân vật chính. Thêm vào đó, Burning Up Tour cũng nhằm giới thiệu Demi Lovato, một ngôi sao trẻ của Disney, đến với công chúng. Chuyến lưu diễn bắt đầu vào ngày 4 tháng 7 năm 2008. Buổi biểu diễn tại Anaheim vào ngày 13 và 14 tháng 7 đã được quay lại cho bộ phim hòa nhạc 3D của Jonas, Jonas Brothers: The 3D Concert Experience, được phát hành vào ngày 27 tháng 2 năm 2009. Bộ phim bao gồm cảnh song ca giữa Demi Lovato và Joe, Taylor Swift với ban nhạc và vệ sĩ của ba anh em nhà Jonas, Robert "Big Rob" Feggans; cả ba đều được ghi chú là diễn viên chính của bộ phim. Album trực tiếp phần nhạc phim được phát hành cùng tuần lễ đó, trước khi bộ phim được công chiếu, vào ngày 24 tháng 2 năm 2009.
Avril Lavigne, Demi Lovato, The Veronicas, Robert Schwartzman từ ban nhạc Rooney và ngôi sao nhạc đồng quê Taylor Swift là khách mời trong một số buổi diễn. Taylor Swift biểu diễn đĩa đơn của cô, "Should've Said No", song ca với Jonas Brothers. Chuyến lưu diễn đã đạt được doanh thu 41 triệu đôla Mỹ cho 48 buổi diễn. Honor Society mở màn cho ban nhạc và là khách mời biểu diễn với họ tại Puerto Rico ngày 22 tháng 3 năm 2009.

### Danh sách biểu diễn
1. "That’s How You Know"
2. "La La Land"
3. "Trainwreck"
4. "Gonna Get Caught"
5. "Day Dream" (Avril Lavigne Cover)
6. "Until You’re Mine"
7. "Party"
8. "Two Worlds Collide"
9. "Don't Forget"
10. "Get Back"

Chương trình Essex Junction
1. "That's How You Know"
2. "Party"
3. "La La Land"
4. "Trainwreck"
5. "Don't Forget"
6. "Get Back"

1. "Should've Said No"

1. "Girlfriend"
2. "Complicated"

1. "That's Just the Way We Roll"
2. "Shelf"
3. "Hold On"
4. "BB Good"
5. "Goodnight and Goodbye"
6. "Video Girl"
7. "Gotta Find You"
8. "This is Me" với Demi Lovato
9. "A Little Bit Longer"
10. "Hello Beautiful"
11. "Still In Love With You"
12. "Tonight"
13. "Year 3000"
14. "Pushin' Me Away"
15. "Can't Have You"
16. "Play My Music"
17. "Live To Party"
18. "I'm Gonna Getcha Good" (Shania Twain cover)
19. "Lovebug"
20. "SOS"
21. "When You Look Me in the Eyes"
22. "Burnin' Up" với Big Rob Feggans

Honor Society
1. "Over You"
2. "My Own Way"
3. "See You In The Dark"

Jonas Brothers
1. "That's Just The Way We Roll"
2. "Shelf"
3. "'Hold On"
4. "BB Good"
5. "Goodnight and Goodbye"
6. "Video Girl"
7. "Gotta Find You"
8. "A Little Bit Longer"
9. Don't Close The Book với Honor Society
10. "I'm Gonna Getcha Good (Shania Twain cover)"
11. "Still In Love With You"
12. "Tonight"
13. "Year 3000"
14. "Pushin' Me Away"
15. "Hello Beautiful"
16. "Lovebug"
17. "Play My Music"
18. "SOS"
19. "When You Look Me in the Eyes"
20. "Burnin' Up với Big Rob Feggans"

### Lịch trình
| Ngày                 | Thành phố          | Quốc gia    | Địa điểm                                     |
| Bắc Mỹ               | Bắc Mỹ             | Bắc Mỹ      | Bắc Mỹ                                       |
| -------------------- | ------------------ | ----------- | -------------------------------------------- |
| 4 tháng 7 năm 2008   | Toronto            | Canada      | Molson Amphitheatre                          |
| 5 tháng 7 năm 2008   | Clarkston          | Mỹ          | DTE Energy Music Theatre                     |
| 6 tháng 7 năm 2008   | Milwaukee          | Mỹ          | Summerfest                                   |
| 8 tháng 7 năm 2008   | Oklahoma City      | Mỹ          | Ford Center                                  |
| 9 tháng 7 năm 2008   | Dallas             | Mỹ          | SuperPages.com Center                        |
| 11 tháng 7 năm 2008  | Phoenix            | Mỹ          | Cricket Wireless Pavilion                    |
| 12 tháng 7 năm 2008  | Irvine             | Mỹ          | Verizon Wireless Amphitheatre                |
| 13 tháng 7 năm 2008  | Anaheim            | Mỹ          | Honda Center                                 |
| 14 tháng 7 năm 2008  | Anaheim            | Mỹ          | Honda Center                                 |
| 15 tháng 7 năm 2008  | Mountain View      | Mỹ          | Shoreline Amphitheatre                       |
| 16 tháng 7 năm 2008  | Sacramento         | Mỹ          | Sleep Train Amphitheatre                     |
| 17 tháng 7 năm 2008  | Concord            | Mỹ          | Sleep Train Pavilion                         |
| 19 tháng 7 năm 2008  | Greenwood Village  | Mỹ          | Fiddler's Green Amphitheatre                 |
| 21 tháng 7 năm 2008  | Omaha              | Mỹ          | Qwest Center                                 |
| 22 tháng 7 năm 2008  | Maryland Heights   | Mỹ          | Verizon Wireless Amphitheater                |
| 23 tháng 7 năm 2008  | Noblesville        | Mỹ          | Verizon Wireless Music Center                |
| 25 tháng 7 năm 2008  | Hershey            | Mỹ          | Star Pavilion at Hersheypark Stadium         |
| 26 tháng 7 năm 2008  | Hartford           | Mỹ          | New England Dodge Music Center               |
| 28 tháng 7 năm 2008  | Cincinnati         | Mỹ          | Riverbend Music Center                       |
| 29 tháng 7 năm 2008  | Charlotte          | Mỹ          | Verizon Wireless Amphitheatre                |
| 30 tháng 7 năm 2008  | Raleigh            | Mỹ          | Walnut Creek Amphitheatre                    |
| 1 tháng 8 năm 2008   | Scranton           | Mỹ          | Toyota Pavilion at Montage Mountain          |
| 2 tháng 8 năm 2008   | Saratoga Springs   | Mỹ          | Saratoga Performing Arts Center              |
| 6 tháng 8 năm 2008   | Baltimore          | Mỹ          | 1st Mariner Arena                            |
| 7 tháng 8 năm 2008   | Mansfield          | Mỹ          | Comcast Center                               |
| 8 tháng 8 năm 2008   | Wantagh            | Mỹ          | Nikon at Jones Beach Theater                 |
| 9 tháng 8 năm 2008   | Thành phố New York | Mỹ          | Madison Square Garden                        |
| 10 tháng 8 năm 2008  | Thành phố New York | Mỹ          | Madison Square Garden                        |
| 11 tháng 8 năm 2008  | Thành phố New York | Mỹ          | Madison Square Garden                        |
| 14 tháng 8 năm 2008  | Bethel             | Mỹ          | Bethel Woods Center for The Arts             |
| 15 tháng 8 năm 2008  | Corfu              | Mỹ          | Darien Lake Performing Arts Center           |
| 16 tháng 8 năm 2008  | Holmdel Township   | Mỹ          | PNC Bank Arts Center                         |
| 18 tháng 8 năm 2008  | Bristow            | Mỹ          | Nissan Pavilion                              |
| 19 tháng 8 năm 2008  | Virginia Beach     | Mỹ          | Verizon Wireless Virginia Beach Amphitheater |
| 20 tháng 8 năm 2008  | Atlanta            | Mỹ          | Lakewood Amphitheatre                        |
| 22 tháng 8 năm 2008  | Cuyahoga Falls     | Mỹ          | Blossom Music Center                         |
| 23 tháng 8 năm 2008  | Columbus           | Mỹ          | Nationwide Arena                             |
| 24 tháng 8 năm 2008  | Tinley Park        | Mỹ          | First Midwest Bank Amphitheatre              |
| 26 tháng 8 năm 2008  | Burgettstown       | Mỹ          | Post-Gazette Pavilion                        |
| 27 tháng 8 năm 2008  | Camden             | Mỹ          | Susquehanna Bank Center                      |
| 29 tháng 8 năm 2008  | Syracuse           | Mỹ          | Great New York State Fair                    |
| 30 tháng 8 năm 2008  | Allentown          | Mỹ          | Great Allentown Fair                         |
| 31 tháng 8 năm 2008  | Essex Junction     | Mỹ          | The Champlain Valley Exposition              |
| 2 tháng 9 năm 2008   | University Park    | Mỹ          | Bryce Jordan Center                          |
| 4 tháng 9 năm 2008   | Tampa              | Mỹ          | Ford Amphitheatre                            |
| 5 tháng 9 năm 2008   | West Palm Beach    | Mỹ          | Cruzan Amphitheatre                          |
| 20 tháng 12 năm 2008 | Mexico City        | México      | Foro Sol                                     |
| 22 tháng 3 năm 2009  | San Juan           | Puerto Rico | Coliseo de Puerto Rico, José Miguel Agrelot  |

## Jonas Brothers World Tour 2009
Jonas Brothers World Tour 2009 là chuyến lưu diễn thứ sáu của ban nhạc Jonas Brothers.

## Jonas Brothers Live in Concert World Tour 2010
Jonas Brothers Live In Concert là chuyến lưu diễn thứ bảy của ban nhạc Jonas Brothers.